# Donde Te Encuentro
Donde Te Encuentro es el segundo álbum en español de Kari Jobe. Donde Te Encuentro es la versión en español del álbum Where I Find You lanzado el 24 de enero de 2012. Este álbum fue lanzado el 24 de abril de 2012 por el sello Sparrow Records. El álbum debutó en la lista número 6 en los álbumes de Latin Pop Albums y en la lista número 19 en Top Latin Albums por Billboard.

## Recepción de la crítica
Al premiar el álbum con tres estrellas de cinco, Andree Farias de Allmusic dijo: "La propia Jobe enuncia correctamente y canta con patetismo, haciendo justicia a canciones que suenan maravillosas si el idioma materno no es el español, pero que de otra manera pueden sorprender a los latinos incondicionales. oyentes de gospel". Un editor de personal de Amazon.com dio al álbum una crítica relativamente positiva, escribiendo:" Donde Te Encuentro (Where I Find You) presenta 12 canciones del álbum Where I Find You grabadas completamente en español, incluida la el sencillo de radio We Are, que Kari describe como una canción de comisión para nosotros como creyentes para recordar a lo que hemos sido llamados y que es impactar la vida de las personas en todo lo que hacemos".

## Lista de canciones
| No.             | Título                                                           | Escritor(es)                                                                           | Productor(es)   | Duración |
| --------------- | ---------------------------------------------------------------- | -------------------------------------------------------------------------------------- | --------------- | -------- |
| 1.              | "A Mi Corazón Tranquilizarás (Steady My Heart)"                  | Kari Jobe, Ben Glover, Matt Bronleewe                                                  | Bronleewe       | 3:34     |
| 2.              | "Somos la Luz (We Are)"                                          | Ed Cash, Chuck Butler, James Tealy, Hillary McBride                                    | Cash            | 3:42     |
| 3.              | "Mi Mayor Pasión (One Desire)"                                   | Jobe, Jason Ingram                                                                     | Cash            | 5:26     |
| 4.              | "Vuelvo a Tus Pies (Find You on My Knees)"                       | Jobe, Glover, Bronleewe                                                                | Bronleewe       | 3:16     |
| 5.              | "Mi Salvador (Savior's Here)"                                    | Jobe, Cody Carnes                                                                      | Cash            | 5:44     |
| 6.              | "Cada Estrella (Stars in the Sky)"                               | Jobe, Chris August                                                                     | Bronleewe       | 3:32     |
| 7.              | "Que Bello Amor (What Love Is This)"                             | Jobe, Mia Fieldes, Lincoln Brewster                                                    | Cash            | 4:29     |
| 8.              | "A Ti Correré (Run to You - I Need You)"                         | Jobe, Cash, Matt Burrowes, Tim Peters, Janell Belcher, Jason Belcher, Jordan Mackenzie | Cash            | 4:11     |
| 9.              | "Nos Levantaremos (Rise)"                                        | Jobe, Bronleewe                                                                        | Bronleewe       | 4:18     |
| 10.             | "Tu Amor Vino a Mi (Love Came Down)"                             | Jeremy Riddle, Jeremy Edwardson, Ian McIntosh, Brian Johnson                           | Cash            | 4:54     |
| 11.             | "Tu Nombre Exaltaré (We Exalt Your Name)" (featuring Matt Maher) | Jobe, Maher                                                                            | Cash            | 5:25     |
| 12.             | "Aquí Está (Here)"                                               | Jobe, David Leonard, Leslie Jordan                                                     | Cash            | 5:34     |
| Duración total: | Duración total:                                                  | Duración total:                                                                        | Duración total: | 54:05    |

## Lista de posiciones
| Lista (2009)                    | Máxima posición |
| ------------------------------- | --------------- |
| US Latin Pop Albums (Billboard) | 6               |
| US Top Latin Albums (Billboard) | 19              |